# Peristeria ephippium
Peristeria ephippium är en orkidéart som beskrevs av Heinrich Gustav Reichenbach. Peristeria ephippium ingår i släktet Peristeria och familjen orkidéer. Inga underarter finns listade i Catalogue of Life.